# Beatrice
Beatrice — известная музыкальная группа, в 1981 году запрещённая коммунистическим режимом Венгрии.

## История группы
История группы «Beatrice» началась в 1969 году, когда четыре подруги создали первый в Венгрии девичий ансамбль. В его составе были: гитаристка-вокалистка Моника Чука (Csuka Mónika), её сестра барабанщица Мария Чука (Csuka Mária), клавишница Кати Надь (Nagy Katalin) и бас-гитаристка Кристина Хамар (Hamar Krisztina). Осенью того же года Кати Надь перешла в группу «Tűzkerék», и на её место пришла Юдит Сюч (Szűcs Judith). В основном девушки исполняли ремейки западных хитов, но в 1970 году Мария Чука написала красивую композицию «Jóbarátom» («Мой лучший друг»), которую исполнил и выпустил как сингл Ласло Комар, вокалист группы Scampolo. В 1970 году постоянным местом их выступлений стал клуб Телефонного завода «Kőbánya» («Каменоломня»). Исполняли хиты Джими Хендрикса, Shocking Blue, «Middle of the Road», «The Equals» и других групп. В 1971 году Моника Чука вышла замуж за Феро Надя (Nagy Feró), который присоединился к «Beatrice» в качестве вокалиста. После этого постепенно все девушки покинули группу. Юдит Сюч начала сольную карьеру, а Мария Чука ушла в группу «Vadmacskák».
В 1972 году гитаристом стал Шандор Бенчик из группы «Sygma», барабанщиком Петер Темешвари, бас-гитаристом Андраш Темешвари, клавишником Карой Надь. Но уже на следующий год Бенчика, ушедшего в группу «Gesarol», заменил Зольтан Гати. Карой Надь тоже вскоре ушёл, и группа продолжила выступать без клавишника. Исполняли песни Сьюзи Кватро, Sweet, «Mud», Гари Глиттера, в основном в стиле глэм-рок. Благодаря Феро концерты имели уникальную атмосферу, индивидуальный стиль, чувство юмора и визуальные спецэффекты, что было впервые в Венгрии. Затем группа была ещё раз реорганизована, и летом 1974 года в «Kőbánya» она выступила в следующем составе: гитарист Шандор Циранку, барабанщик Паскуале Бариле, бас-гитаристка и вокалистка Моника Чука. Группа продолжала выступать в стиле глэм-рок, но начала исполнять на концертах собственные композиции. Моника Чука исполнила балладу «Csak egy szó» («Только одно слово»), которую передали по радио, а 10 октября 1976 года по радио FMH передали целый концерт "Beatrice". В июле 1976 года ансамбль участвовал в радио-конкурсе «Tessék választani!» с песней «Nagynéném».
К 1977 году стиль исполнения «Beatrice» изменился: музыканты сделали его более танцевальным, чтобы их композиции можно было использовать на дискотеках. На очередном конкурсе «Tessék választani!» в феврале 1977 года они исполнили песню «Gyere, kislány, gyere», которая вошла в альбом-компиляцию конкурса. Гитаристом тогда был Marschalkó Zoltán, пришедший из группы «Korál». Композиция получилась настолько удачной, что была №1 в Ifjúsági Magazin Slágerlistája и №2 в годовом Slágerlistá ТОР20. После этого Моника Чука присоединилась к группе «Mikrolied». В июле 1977 года «Beatrice» и «Mikrolied» совместно участвовали в телефестивале Metronóm'77 и исполнили композицию «Gyáva Ádám», однако в финальную часть конкурса не прошли. В планах был выпуск альбома, но группа неожиданно распалась.
В 1978 году Феро Надь возродил «Beatrice» в новом качестве. Тибор Миклош, который был автором их текстов, познакомился с творчеством австралийской группы тяжёлого рока «AC/DC» и предложил Феро попробовать соединить их стиль с блюз-роком. Клавишником нового состава стал Аттила Гидофальви, гитаристом Ласло Лугоши, бас-гитаристом Лайош Миклошка из «Syrius» и барабанщиком Тибор Донаси. Выступали в Молодёжном парке Буды, сперва исполняя хиты «AC/DC», «Deep Purple» и «Ramones», а затем начали сочинять собственные песни, в том числе «Jerikó», «Motorizált nemzedék», «Kifakult sztár», «Térden állva», «Viszlát», «Nagyvárosi farkas» и «Nem kell». В 1978 году четырьмя наиболее любимыми группами аудитории Молодёжного парка Буды были «P. Mobil», «Piramis», «Mini» и «Beatrice».
В конце 70-х в Венгрию стали доходить скандальные новости с Запада о существовании панк-музыки, протестовавшей против классической культуры и общественных ценностей, и «Beatrice» стала первой группой, которая подхватила эти идеи в Венгрии. Но после того как на одном из концертов в Молодёжном парке на сцену выбежала обнажённая девушка и попросила интимного удовлетворения, выступления «Beatrice» были отменены в большинстве столичных клубов. Желая ещё сильнее скомпрометировать группу, руководство MHV распространило слухи, что Фэро на концертах отрубает и съедает головы живых птиц и проводит языческие ритуалы. Однако в результате всё больше молодых людей проявляло интерес к выступлениям «Beatrice». На самом деле музыканты выступали против системы и существовавшей политической диктатуры, их музыка была агрессивной, а тексты остро-социальными. Фэро открыто называл себя «кочегар нации». Вдобавок музыканты пародировали «Neoton Família» и других исполнителей, кормившихся из рук Петера Эрдёша и прочих государственных чиновников. Тогда же сложился внешний облик участников «Beatrice»: чёрные кожаные штаны и жилеты, рваные джинсы и футболки, а их отличительной чертой была бандана-платок красного цвета в белый горох. Поскольку группа с каждым выступлением обретала всё больше сторонников по всей стране среди рабочего класса, органы госбезопасности постоянно преследовали её музыкантов, забирали их на допросы и срывали концерты.
В 1979 году в апреле Аттила Гидофальви перешёл в группу «Karthago», и «Beatrice» снова осталась без клавишника. В том же году у них была возможность записать альбом на 6-й студии венгерского радио. Режиссёр Ласло Б. Ревес снимал фильм о молодых парнях, подвергающих себя риску, и хотел использовать песни «Beatrice» в качестве саундтрека. Но записанный материал не прошёл цензуру, был положен на полку и увидел свет только в 1993 году. Поскольку группа был лишена возможности выпускать записи, она старалась косвенно напоминать о себе то здесь, то там. В 1980 году «Beatrice» исполнили по радио песню «Minek él az olyan», написанную творческим тандемом Феньеш — Сенеш. Затем в фильме «Pofonok völgye» о боксёре Ласло Паппе группа исполнила композицию «Mire megy itt a játék», слова к которой написал Янош Броди из «Illés», и она вышла как сингл. А на конкурсе Венгерского Комсомола победила их песня «Nem nekem tanulsz». В июле «Beatrice» участвовала в совместном туре и концерте с группами «Omega» и «Locomotiv GT» на Малом Стадионе, открыв их общую программу четырьмя номерами; позднее это выступление было выпущено как альбом «Kisstadion’80». Музыкальное обозрение Pop-Meccs назвало это шоу «лучшим концертом 1980 года».
23 августа 1980 года на острове Обуда («Старый Буда») на Дунае в 3-м районе Будапешта на территории заброшенного судостроительного завода Молодёжным Журналом (Ifjúsági Magazin) и Молодёжным студенческим туристическим агентством (Ifjúsági- és Diák Utazási Iroda) был организован фестиваль всех венгерских рок-групп (примечание: с 1993 года там проводится ежегодный фестиваль рок-музыки Сигет). На концерте присутствовала толпа из 25 тысяч зрителей. После концерта на сцену поднялся Петер Эрдёш и назвал «паршивыми овцами» («fekete bárányok») три группы: «Beatrice», «P. Mobil» и «Hobo Blues Band», а также начинающий оркестр «A. E. Bizottság» («Комитет Альберта Эйнштейна»), который тоже имел уклон в панк-культуру. Спустя три дня три названные группы устроили повторное выступление в Кёрменде (Körmend), которое так и назвали «Fekete bárányok», изобразив на рекламных плакатах и буклетах овцу в треугольнике.
В конце 1980 года гитарист Ласло Лугоши ушёл, чтобы принять участие в записи второго альбома группы «Dinamit». На его место пришёл сперва Чаба Богдан (будущий основатель группы «Első Emelet»), а затем гитаристом стал Йожеф Ведреш, а клавишником Ласло Ваславик из «A. E. Bizottság». Но в марте 1981 года заместитель министра культуры Дежё Тот потребовал у венгерского Союза композиторов прекратить все контакты с «тремя мятежными группами» и закрыть им доступ к любому творческому самовыражению. Их последний концерт состоялся 30 июля в Молодёжном парке Nyíregyházi. На очередной фестиваль на острове Обуда 22 августа 1981 года группа «Beatrice» приглашена не была. Четыре дня спустя Феро объявил о роспуске группы. После этого Тибор Донаши ушёл в «P. Mobil», а Чаба Богдан — в «Solaris». А в 1982 году Феро и Йожеф Ведреш вместе с бас-гитаристом Алайошом Неметом, ударником Габором Неметом и гитаристом Анталом Габором Сючем из группы «Dinamit» основали новую группу «Bikini». Но в 80-х годах бывшие участники «Beatrice» несколько раз собирались вместе и давали концерты. Затем в 1987 году на выступлении в концертном зале «Petőfi» Феро официально объявил о возрождении группы. В последующие годы на частных лейблах звукозаписи были выпущены не изданные ранее альбомы и сборники. С тех пор состав группы много раз менялся.